# Desulfitobacterium chlororespirans
Desulfitobacterium chlororespirans (лат.) — анаэробная спорообразующаяя бактерия. Клетки изогнутой палочковидной формы, 3—5 мкм длиной и 0,5—0,7 мкм шириной, с грамотрицательной клеточной стенкой. Споры образуются на концах клеток.
Типовой штамм Co23 (= ATCC 700175 = DSM 11544).
Культуры выдерживают температуры до 80 °C, оптимальный рост наблюдается при 37 °C. Оптимальные значения pH — от 6,8 до 7,5.
Облигатные анаэробы, получающие энергию, сопрягая окисление лактата с восстановительным дехлорированием 3-хлор-4-гидроксибензойной кислоты.